# Отто Унфердорбен

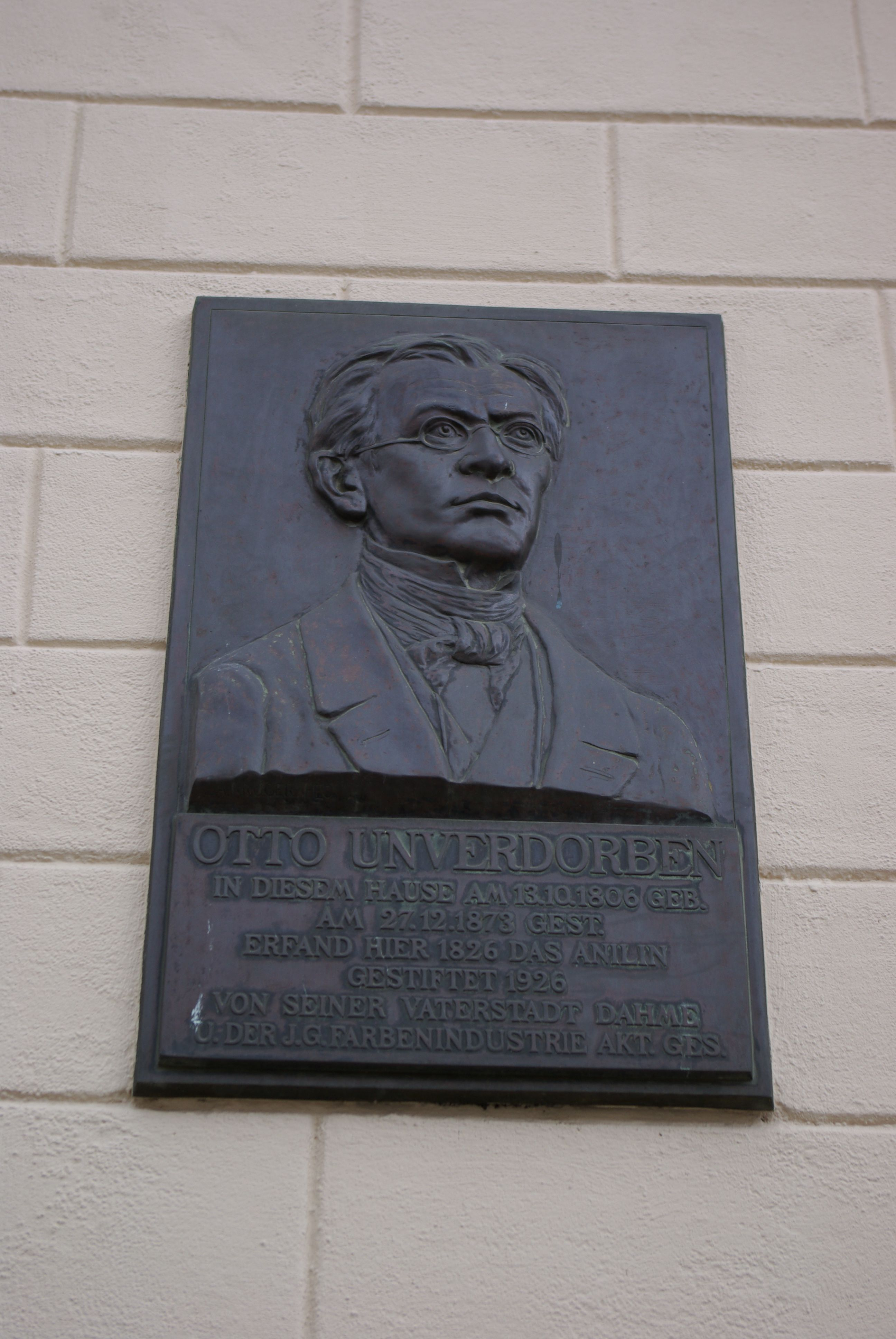
Дошка на домі 46/47, вул. Хауптштрасе в Даме

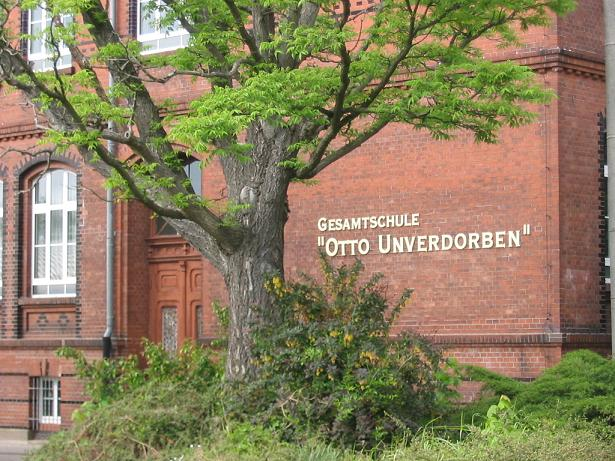
Загальноосвітня школа "Отто Унвердорбен" в Даме, Бранденбург

Отто Унвердорбен (нім. Otto Unverdorben, 13 жовтня 1806, Даме (Бранденбург) — 28 листопада 1873 Даме (Бранденбург)) — німецький бізнесмен та фармацевт, відомий як відкривач аніліну в 1826 році.

## Біографія
Отто Унвердорбен був сином заможних купців. Шкільну освіту він отримав у Дрездені, потім вивчав хімію в Галле (Саксонія-Ангальт), Лейпцигу та Берліні. Його спеціальністю була суха перегонка органічних речовин. У 1826 році, у віці двадцяти років, він вперше відкрив анілін, дуже важливий для лакофарбової та пластмасової промисловості, піролітичною перегонкою із природного індиго. Барвник індіго розкладався під час перегонки. Отто Унвердорбен назвав продукт «Кристалін» через здатність утворювати кристалічні сполуки з кислотами. Термін «Анілін» не був у Отто Унвердорбена. Лише в 1840 році німецьким хіміком Карлом Фрітше, який працював у Петербурзі, після перегонки розчину індіго з розчином гідроксиду калію продукт отримав назву «Анілін» Отто Унвердорбен проклав шлях для нової галузі. Деякі відомі хімічні компанії досі мають назву його відкриття у своєму імені (BASF = «Баденська анілінова та содова фабрика», Agfa = «Компанія по виробництву аніліну»).
У 1829 році Отто Унвердорбен успадкував магазин своїх батьків у своєму рідному місті Даме, і відтоді він більше не займався хімічними дослідженнями. Його заслугою для економіки міста Даме було запровадження сигарної промисловості, яка забезпечувала дохід значної частині населення протягом понад 100 років. Однак сам Отто Унвердорбен був некурящим.
У 1833 році він придбав садибу Глієніг (приблизно в 12 км від Даме), а також став покровителем місцевої школи.

## Відзнаки
Середня школа Отто Унвердорбен у Даме носить його ім'я.